# Offenbach-Carl-Ulrich-Siedlung
Carl-Ulrich-Siedlung ist ein Stadtteil der südhessischen Großstadt Offenbach am Main. Er ist neben elf weiteren Stadtteilen Juli 2019 aus dem bis dahin stadtteilfreien Bereich gebildet worden.
In diesem Stadtteil lebten im Juni 2020 rund 3700 Menschen.

## Lage
Carl-Ulrich-Siedlung liegt in der Mitte von Offenbach. Im Norden grenzt es an Lauterborn, zum Westen an Rosenhöhe. Im Süden und Osten wird es von Tempelsee umschlossen und berührt im Nordosten kurz Buchhügel.

## Infrastruktur
Die Anne-Frank-Schule ist die Grundschule des Stadtteils. Rund 210 Schüler werden von 17 Lehrkräften betreut. Die Schule ist Projektschule Deutsch und PC sowie im Rahmen von „Schule und Gesundheit“ zertifiziert in Verkehrserziehung.
Carl-Ulrich-Siedlung wird im Öffentlichen Personennahverkehr von Stadtbuslinien der Offenbacher Verkehrs-Betriebe erschlossen.